# Александров, Андрей Степанович
Андре́й Степа́нович Алекса́ндров (14 октября 1919, Карапсель, Енисейская губерния — 27 июля 1978, Николаевск-на-Амуре, Хабаровский край) — Герой Советского Союза (10.04.1945), в годы Великой Отечественной войны командир орудия 134-го артиллерийского полка 172-й стрелковой дивизии 13-й армии 1-го Украинского фронта, старший сержант.

## Довоенная биография
Родился 14 октября 1919 года в деревне Карапсель Анцирской волости Канского уезда Енисейской губернии (ныне — Иланского района Красноярского края).
Окончив начальную школу в 1931 году, работал в колхозе. Завершив курсы, в 1936 году стал работать трактористом в Иланской МТС

## Участие в Великой Отечественной войне
Был призван в РККА в сентябре 1939 года. Нёс службу на Дальнем Востоке.
На фронт Великой Отечественной войны попал в ноябре 1942 года.
Член ВКП(б) с 1943 года.
В боях с 28 по 29 января 1945 года в районе города Кебен (Хобеня, Польша) расчёт орудия, командиром которого был старший сержант А. С. Александров, огнём прямой наводки уничтожил танк, бронетранспортер и несколько пулемётных точек, а также рассеял крупную группу автоматчиков-гитлеровцев. Но когда закончились боеприпасы к артиллерийскому орудию, расчёт стал стрелять из стрелкового оружия в сторону наступавших противников, потом в бой пошли гранаты и штыки.
Указом Президиума Верховного Совета СССР от 10 апреля 1945 года за образцовое выполнение боевых заданий командования на фронте борьбы с немецко-фашистскими захватчиками и проявленные при этом мужество и героизм, старшему сержанту Андрею Степановичу Александрову присвоено звание Героя Советского Союза с вручением ордена Ленина и медали «Золотая Звезда».

## Послевоенная биография
После демобилизации из армии с 1950 года жил в городе Николаевск-на-Амуре (Хабаровский край). Работал в воинской части, на горпромкомбинате, пивзаводе, завхозом в обкоме партии.
Умер 27 июля 1978 года.

## Награды
- орден Ленина;
- медаль «Золотая Звезда»;
- орден Отечественной войны 2-й степени;
- медали.